# BBC Bitesize
BBC Bitesize, également connu sous le nom de Bitesize, est une ressource gratuite d'aide à l'étude en ligne de la BBC destinée aux élèves du Royaume-Uni. Elle est conçue pour aider les élèves dans leur travail scolaire et, pour les élèves plus âgés, dans leurs examens.

## Sections nationales

### Angleterre
La section Key Stage 1, 2 et 3 ainsi que le GCSE couvrent un éventail de matières. Au Key Stage 1, 17 matières sont disponibles, dont l'art et design, l'informatique, le design et technologie, l'anglais, la géographie, l'histoire, les mathématiques, la musique, l'éducation physique, la PSHE, la citoyenneté, l'éducation religieuse, les sciences et les langues étrangères modernes. Le site Key Stage 2 couvre 23 sujets, la section Key Stage 3 contient 33 sujets, et la section GCSE contient 49 sujets répartis entre plusieurs commissions d'examen.

### Écosse
Jusqu'en 2014, la section Standard Grade du site comptait 12 matières : Biologie, histoire, chimie, études informatiques, mathématiques, anglais, études modernes (un cours exclusif à l'Écosse), français, éducation physique, géographie et physique. Le site a été mis à jour en 2014 pour remplacer la section Standard Grade par des sections National 4 et National 5,. Des versions gaéliques de ces dernières ont également été mises à disposition.
Jusqu'en 2014, la section supérieure proposait les matières suivantes : biologie, anglais, géographie, mathématiques, chimie, histoire, études modernes, physique et la matière réservée à l'Écosse, le gaélique écossais. La section Higher a également été mise à jour en fonction de la nouvelle qualification Curriculum for Excellence. Des ressources pour l'enseignement précoce et le premier niveau, le deuxième niveau, le troisième niveau et le quatrième niveau ont été ajoutées pour mettre le site en conformité avec le programme d'études d'excellence.

### Pays de Galles
Les sections CA3 et GCSE sont en gallois. Des liens vers les sections en anglais sont inclus.

### Irlande du Nord
En 2014, une section Irlande du Nord a été ajoutée au site. Elle contient uniquement des liens vers les sections KS1/KS2/KS3/GCSE de langue anglaise.